# Эль Кордобес

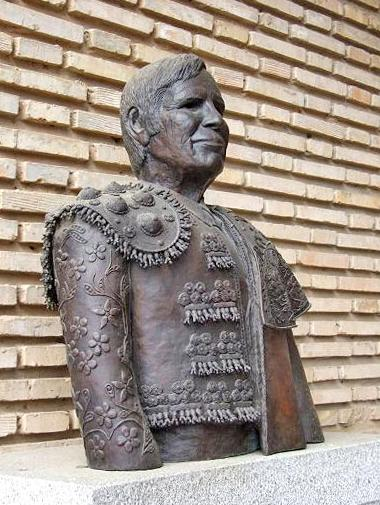
Статуя Эль Кордобеса в Кордове

Мануэль Бенитеc Переc (исп. Manuel Benítez Pérez), известный также как Эль Кордобес (исп. El Cordobés, 4 мая 1936, Пальма-дель-Рио, Кордова, Испания) — испанский тореадор.
Он начал свою карьеру в качестве матадора в Талавера-де-ла-Рейна в 1959 году и закончил официально в 1979. Его боевой оригинальный акробатический, немного театральный стиль отличался от предыдущих «классических схем». Сегодня он считается «серым кардиналом» боя быков, широко уважается и пользуется популярностью, даже спустя сорок лет после окончания своей карьеры в Испании.
В 2002 году городским советом Кордовы он был назван «пятым халифом Кордовы». Этого почётного титула ранее были удостоены только четыре тореро, в том числе Манолете. Именем Эль Кордобеса названа арена в Эро.